# Lucien Aimé-Blanc
Pour les articles homonymes, voir Blanc (homonymie) et Aimé.
Lucien Aimé-Blanc, né le 23 mars 1935 à Marseille et mort le 19 février 2020 à Lille, est un commissaire de police français connu pour avoir participé à la traque de Jacques Mesrine et d'autres affaires médiatiques, au cours desquelles il acquiert la réputation de policier « le plus emblématique et le plus controversé ».

## Biographie

### Affaire Ben Barka
Entré dans la police en 1961, il est nommé en 1964 commissaire-adjoint de la brigade mondaine à Paris. À la suite des conséquences de l'affaire Ben Barka, la brigade mondaine est dissoute. En avril 1966, il entre à la Brigade de Recherche et d'Intervention (BRI) dite brigade antigang, en tant qu'adjoint du commissaire Le Moël.

### Marseille
Dans cette brigade, pendant quelques mois en 1976, il dirige la brigade des stupéfiants de Marseille, luttant contre les réseaux de la French Connection ce qui l'amène à travailler avec le juge Michel. 

### Patron de l'OCRB en janvier 1977
À partir de janvier 1977, il revient à Paris diriger l'Office central pour la répression du banditisme, assisté du commissaire Charles Pellegrini, poste qu'il conservera jusqu'à sa mutation à Lille quatre ans après. Il reconnaîtra dans un livre de souvenirs de 2002 sa « réputation douteuse de l'époque » celle d'être « un flic tordu, mais un bon flic », qui cumule cependant « manipulation d'indicateurs, protection d'un cambriolage, pressions sur la justice, chantages, etc ». A l'ORCB, il organise « des coups dignes de barbouzes », notamment avec un journaliste de Minute et ex inspecteur de la DST jusqu'en 1974, son ami Jacques Tillier, « personnage ambigu, intelligent et tordu ». Après l'assassinat de François Duprat le 18 mars 1978, Minute publie une liste de personnalités visées parmi lesquelles Alain Madelin en laissant entendre que l'auteur pourrait être Pierre Goldman. En septembre 1978, le journal est le premier à révéler des éléments de l'Affaire Jacques Dugué.

### Affaire de la tentative de meurtre contre Jacques Tillier
Le rôle du commissaire Lucien Aimé-Blanc dans l'affaire de la tentative de meurtre contre Jacques Tillier, perpétrée par Jacques Mesrine le 10 septembre 1979, a été d'inciter le journaliste de Minute, qui était son ami et qu'il informait depuis des années, à prendre le risque d'approcher jusqu'à Mesrine en lui faisant comprendre que les policiers veilleront sur lui tout au long de l'opération, comme ils l'avaient fait lors de l'enlèvement Lelièvre.
L'analyse de ce rôle et sa conséquence sur la carrière du commissaire, brutalement stoppée en 1981, est au cœur du premier chapitre du best-seller Dossier P… comme Police, publié en 1983 par Alain Hamon, grand reporter à RTL, et Jean-Charles Marchand, reporter à VSD et RMC.
Selon leur enquête, Lucien Aimé-Blanc travaillait surtout avec l'inspecteur Pierre Langlois, beau-frère de Pierre Debizet, patron du Service d'action civique. « Ses amitiés ont rarement été à gauche », souligne le livre, consacré à la guerre des polices de l'époque, et Aimé-Blanc souhaitait devenir l'homme par qui Jacques Mesrine a été arrêté.
« C'est lui qui manipulera les informateurs de l'affaire Mesrine », soulignent Hamon et Lemarchand. Au lendemain de la rencontre entre ce dernier et Tillier, « on expliquera que Lucien Aimé-Blanc n'avait pas pu aller jusqu'au bout de son plan. Il reconnaîtra par la suite avoir été mis au courant du rendez-vous mais n'avoir pas pris cette information au sérieux. Entre la collaboration totale d'un de ses contacts, l'erreur qui consiste à ne pas croire à la possibilité d'une telle rencontre et les nécessaires précautions que l'on peut attendre d'un policier de cette envergure, sans doute Lucien Aimé-Blanc a-t-il choisi un juste milieu qui pouvait être payant pour lui sans être déshonorant pour d'autres », ont conclu en 1983 Hamon et Lemarchand.
Charlie Bauer est de son côté repéré à partir de 1978 pour trafic de cannabis avec l'Espagne, puis une enquête commence. Il n'a pas confiance dans la procédure judiciaire qui semble se profiler. Elle lui vaudra, plus tard, cinq ans de prison, même s'il sera innocenté dans l'affaire des rapts de Levièvre et de Jacques Tillier, simplement condamné pour recel dans la première.
Dans Minute, Jacques Tillier a écrit le 21 mars 1979 que Jean-Bernard Vincent, policier de la BRI, complice de Mesrine lui aurait fourni des renseignements lui permettant de s'échapper, et le 8 août que Mesrine est soupçonné par les policiers et la victime, d'être l'auteur de l'enlèvement de Lelièvre et "n'hésiterait pas à doubler son complice" dans cette affaire, "comme il a laissé tomber ses collaborateurs dans celle du juge Petit".
En septembre, il a tenté d'obtenir une interview de Jacques Mesrine peu après la fin en juillet du rapt contre rançon de l'industriel Lelièvre, la police tentant par ce biais de retrouver le malfaiteur et son complice présumé Charlie Bauer. Ce dernier accepte à la demande de Mesrine d'« aller chercher cet homme, et à visage découvert » car il avait aperçu Jacques Tillier en 1978 dans "l'affaire François Duprat".
« Mesrine savait que j'étais capable d'identifier Tillier, car je le connaissais de vue. »
Mesrine lui a annoncé, 48 heures à l'avance, qu'il avait rendez-vous avec Tillier et lui a demandé de l'amener d'un lieu à un autre, où l'attendaient Mesrine et le complice qui a participé à la torture dans la grotte, Bauer étant entre-temps reparti.
Jacques Tillier a de son côté manipulé Kopf, pour obtenir un rendez-vous mais proposé aussi un marché à Lucien Amie-Blanc: « lorsque j'aurai vendu l'interview à « Minute », ou à un autre magazine, je reprendrai contact avec Mesrine pour lui remettre l'argent. A ce moment-là, il sera en confiance et je te le balancerai : tu auras tous les renseignements pour intervenir. ». Mais le journaliste Jacques Tillier est torturé le 10 septembre dans la forêt de Verneuil-en-Halatte (Oise), à six kilomètres de la départementale 565, près de la base aérienne de Creil et laissé pour mort par Mesrine.
Jean Boizeau, directeur de Minute, confirme le 11 septembre au Monde que Tillier, depuis quelques jours, était "sur un gros coup" mais sans préciser qu'il s'agissait d'une rencontre avec Mesrine et qu'il le lui aurait interdit s'il en avait été informé. Ensuite, Tillier continue à "monnayer des informations" via Kopf, selon Aimé-Blanc. Entre-temps, un article de Jacques Derogy le 24 septembre dans L'Express révèle qu'une estafette de l'Antigang planque depuis déjà trois semaines devant le domicile de Mesrine dans le 18e arrondissement de Paris. Selon Le Parisien, Kopf a permis à Tillier "et, par ricochet à Aimé-Blanc, de rentrer en contact avec un nouvel indic" Henri « le Blond », en prison en attente de jugement. Aimé-Blanc obtient de le faire libérer afin d'obtenir qu'il donne le nom de Charlie Bauer. De son côté, Jacques Tillier a démenti auprès du Parisien et rappelé qu'il était seul lors du piège tendu par Mesrine en septembre.
Un mois et demi après le piège tendu à Tillier, Mesrine est repéré et tué, dans un épisode qui a inspiré La Guerre des polices, film français de Robin Davis.

### Affaire Maïone en 1981-1982
En avril 2006, le commissaire Lucien Aimé-Blanc publie un livre accusant Jean-Pierre Maïone-Libaude, ex-membre des commando Delta de tueur de l'OAS et ancien garde du corps de Roger Degueldre, d'avoir participé à l'assassinat de Pierre Goldman en 1979. Mais dans les mois qui avaient suivi l'enquête, ce dernier avait été présenté à tous les témoins de l'assassinat et aucun ne l'a reconnu. Une longue série d'articles avait alors disséqué en 1981 « l'affaire Maïone-Libaude »,,,, qui voit en 1981 le parquet du tribunal de Paris ordonner une enquête sur Lucien Aimé-Blanc à propos de ses relations avec lui, menée par Lucien Boulègue, contrôleur général à l'IGPN. Il auditionne ainsi Maurice Paoli, directeur des renseignements généraux et chef direct de l'inspecteur divisionnaire Henri Langlois, accusé d'être entré en contact avec Maïone-Libaude, par ailleurs beau-frère de Pierre Debizet numéro un du SAC.
Depuis janvier 1979, un mandat d'arrêt visait Jean-Pierre Maïone-Libaude pour « trafic d'armes et d'explosifs » et il sera arrêté le 23 juillet 1981, inculpé et écroué. Le Monde indique ensuite que s'il a « été soupçonné d'avoir participé au meurtre de Pierre Goldman, il a depuis été mis hors de cause ». En effet, il été confronté dès son arrestation avec un inspecteur de la 9e brigade territoriale, présent par hasard, en mission de surveillance, sur les lieux de l'assassinat de Goldman, et ce policier, pas plus que les autres témoins, n'a pu l'identifier comme étant l'un des membres du commando. Son arrestation a été déclenchée par un article de Gilles Millet dans Libération du lundi 27 juillet 1981, accompagnée d'une photo prise en juin 1980, montrant Maïone-Libaude conversant avec un policier de l'OCRB près d'un bar du huitième arrondissement. L'article estime que "rien ne prouve la participation" de Maïone à l'assassinat mais qu'une une rumeur circule dans le milieu sur son statut d'indicateur de police. Selon la série d'articles publiés alors dans Le Monde, un stock d'armes pour les Corses a en effet été découvert au domicile de son amie à Paris, mais il avait réussi à s'enfuir lors de sa découverte. Il servait d'indicateur pour des trafics d'armes du FLNC, répond alors à l'IGPN Lucien Aimé-Blanc en juillet 1981,, sans dire un mot de l'Espagne, même s'il avait travaillé pour Aginter Press, une centrale d'extrême droite installée au Portugal.
Les révélations dans Le Monde déclenchent une tribune libre de Madeleine Rebérioux, présidente de la commission "extrême droite" de la Ligue des droits de l'homme, demandant des explications à la classe politique, demandant pourquoi le policier bavardant publiquement avec Jean-Pierre Maïone en 1980 ne l'avait pas arrêté, compte tenu de gravité du motif de son mandat d'arrêt. Lucien Aimé-Blanc est alors rétrogradé et muté à Lille. Jean-Pierre Maïone est condamné à un an de prison pour la possession de deux armes et libéré en juin 1982 une semaine avant son assassinat. Lors de l'enquête qui suit, il est à nouveau présenté comme informant la police sur le seul FLNC, et parmi le groupe d'hommes fichés au grand banditisme interpellés, Sébastien Bonventre fera l'objet d'un mandat d'amener.

### Lille et l'Afrique
En 1982, Il est nommé chef de la 4e section de la Direction centrale puis directeur de la police judiciaire de Lille.
Par la suite, il devient commissaire divisionnaire de la police nationale en Afrique (service de coopération technique internationale de police).
Il a terminé sa carrière comme Contrôleur Général de la Police nationale après avoir été chef adjoint de la brigade de recherche et d'intervention (Antigang), chef adjoint de la brigade des stupéfiants. Il prend sa retraite en 1993.

## Thèses d'Aimé-Blanc sur différentes affaires criminelles

### Enlèvement de Mehdi Ben Barka
Le 29 octobre 1965, l'opposant marocain Mehdi Ben Barka est arrêté et enlevé par deux policiers français, Louis Souchon, inspecteur principal et chef du groupe stupéfiant, et son adjoint l'inspecteur Roger Voitot devant la brasserie Lipp. Le bureau de Souchon était contigu à celui d'Aimé-Blanc.
Lucien Aimé-Blanc est interrogé par le juge Ramaël en avril 2006, il a révélé dans son livre L'Indic et le commissaire (2006) que les autorités françaises savaient que l'opposant Mehdi Ben Barka faisait l'objet de menaces. Le commissaire, pour accréditer ses dires, avait exhumé de vieilles retranscriptions d'écoute téléphonique faites entre le 21 septembre et le 23 octobre 1965, soit six jours avant l'enlèvement de Ben Barka. Ses écoutes ont été commandées par le ministère de l'Intérieur français. On y entend le projet d'enlèvement expliqué entre les différents protagonistes à la résidence Niel, leur lieu de rendez-vous.

### Assassinat de Pierre Goldman
Pierre Goldman, demi-frère aîné du chanteur Jean-Jacques Goldman, était un militant révolutionnaire accusé d'être l'auteur de plusieurs braquages crapuleux. Lors de son procès devant la cour d'assises de Paris en 1974, il reconnait avoir commis trois braquages à main armée : une pharmacie, une usine de haute couture et un agent des allocations familiales. Il niera toujours en revanche avoir participé au braquage meurtrier de la pharmacie du boulevard Richard-Lenoir. Il est condamné à la réclusion à perpétuité, mais le jugement est annulé par la Cour de cassation. Au terme d'un second procès devant la cour d'assises de la Somme, il sera reconnu innocent des meurtres du boulevard Richard-Lenoir et condamné à douze ans de prison pour les trois autres braquages. Par le jeu des remises de peine, il est libéré quelques mois plus tard.
Peu avant sa mort, Goldman qui a des relations avec certains militants de l'ETA travaille à la création d'un groupe armé censé s'opposer aux Groupes antiterroristes de libération (GAL). Lors de son incarcération, il avait fait la connaissance de Charlie Bauer, militant révolutionnaire et braqueur lui aussi. Il tente de l’enrôler et espère, par son intermédiaire, contacter Jacques Mesrine. Aucun des deux ne donnera suite, le projet de Goldman leur paraissant peu sérieux. Il est assassiné par trois hommes armés le 20 septembre 1979 dans le 13e arrondissement de Paris. À ce sujet, le commissaire Lucien Aimé-Blanc a déclaré dans une interview à Libération et dans un livre intitulé L'Indic et le Commissaire que Pierre Goldman avait été assassiné par un commando au service des GAL mené par Jean-Pierre Maïone-Libaude malgré la revendication d'un groupe mystérieux nommé « Honneur de la police ».

### Assassinat d'Henri Curiel
Henri Curiel, militant tiers-mondiste, ancien « porteur de valises » du FLN, a été assassiné le 4 mai 1978, rue Rollin, à Paris. Comme Pierre Goldman, il aurait pu être la victime d'un commando mené par Jean-Pierre Maïone-Libaude.

## Publications
- La Chasse à l'homme : La Vérité sur la mort de Mesrine, avec Jean-Michel Caradec'h, Plon, 2002,  (ISBN 978-2259197069)
- L’Indic et le Commissaire, avec Jean-Michel Caradec'h, Éditions Plon, 2006,  (ISBN 978-2-259-19848-6)

## Cinéma
Dans le film La French sorti en 2014, son rôle est joué par Bernard Blancan. 